# Новостепное (Крым)
Новостепно́е (до 1945 года Но́во-Джанко́й; укр. Новостепове, крымскотат. Yañı Canköy, Янъы Джанкой) — село в Джанкойском районе Республики Крым, входит в состав Изумрудновского сельского поселения (согласно административно-территориальному делению Украины — Изумрудновского сельского совета Автономной Республики Крым).

## Население
| 2001 | 2014  |
| ---- | ----- |
| 1685 | ↘1523 |

Всеукраинская перепись 2001 года показала следующее распределение по носителям языка
| Язык             | Процент |
| ---------------- | ------- |
| русский          | 71.34   |
| крымскотатарский | 14.54   |
| украинский       | 12.23   |
| другие           | 0.42    |

### Динамика численности
| - 1900 год — 107 чел. - 1915 год — 39/20 чел. - 1926 год — 139 чел. - 1939 год — 234 чел. | - 1989 год — 1654 чел. - 2001 год — 1685 чел. - 2014 год — 1523 чел. |

## Современное состояние
На 2017 год в Новостепном числится 10 улиц и 3 переулка; на 2009 год, по данным сельсовета, село занимало площадь 181 гектар на которой, в 599 дворах, проживало более 1,6 тысячи человек. В селе действуют средняя общеобразовательная школа, детский сад «Радуга», библиотека, сельский клуб, отделение Почты России, церковь Святого Духа. Новостепное связано автобусным сообщением с райцентром, городами Крыма и соседними населёнными пунктами.

## География
Новостепное — большое село в центре района, в степном Крыму, примерно в 6 километрах (по шоссе) к югу от Джанкоя (там же ближайшая железнодорожная станция), на ручье Степной, правом притоке Мирновки высота центра села над уровнем моря — 12 м. Соседние сёла: практически примыкающее с юга Озёрное, Константиновка и Тимофеевка в 1 км на запад. Транспортное сообщение осуществляется по региональной автодороге 35А-002 граница с Украиной — Симферополь — Алушта — Ялта (по украинской классификации — М-18 Харьков — Симферополь — Алушта — Ялта).

## История
Впервые в доступных источниках селение Новый Джанкой встречается в «…Памятной книжке Таврической губернии на 1900 год», согласно которой в деревне Тотанайской волости Перекопского уезда числилось 107 жителей в 13 дворах. Время перемещения в Богемскую волость не установлено — по Статистическому справочнику Таврической губернии. Ч.II-я. Статистический очерк, выпуск пятый Перекопский уезд, 1915 год, в деревне Ново-Джанкой Богемской волости Перекопского уезда числилось 11 дворов (все дворы с землёй) с немецким населением в количестве 39 человек приписных жителей и 20 — «посторонних», из которых 34 мужчины и 25 женщин. Жители владели 1100 десятинами удобной земли. В хозяйствах имелось 89 лошадей, 28 волов, 43 коровы и 39 голов мелкого скота.
После установления в Крыму Советской власти, по постановлению Крымревкома от 8 января 1921 года № 206 «Об изменении административных границ» была упразднена волостная система и в составе Джанкойского уезда был создан Джанкойский район. В 1922 году уезды преобразовали в округа. 11 октября 1923 года, согласно постановлению ВЦИК, в административное деление Крымской АССР были внесены изменения, в результате которых округа были ликвидированы, основной административной единицей стал Джанкойский район и село включили в его состав. Согласно Списку населённых пунктов Крымской АССР по Всесоюзной переписи 17 декабря 1926 года, в селе Джанкой Новый, Немецко-Джанкойского сельсовета Джанкойского района, числилось 27 дворов, из них 26 крестьянских, население составляло 139 человек. В национальном отношении учтено: 70 немцев, 55 русских, 5 армян, действовала немецкая школа. (На сайте Изумрудновского сельсовета содержится информация, что на территории села в довоенный период существовали сёла Узун-Джанкой, с немецким населением и Сабанчи с татарским, в которых были организованы колхозы «Червоный Козак» и имени Жукова, но ни в одном другом известном источнике подобные данные не встречаются). По данным всесоюзной переписи населения 1939 года в селе проживало 234 человека. Вскоре после начала Великой Отечественной войны, 18 августа 1941 года крымские немцы были выселены, сначала в Ставропольский край, а затем в Сибирь и северный Казахстан.
В 1944 году, после освобождения Крыма от фашистов, 12 августа 1944 года было принято постановление № ГОКО-6372с «О переселении колхозников в районы Крыма» и в сентябре 1944 года в район приехали первые новоселы (27 семей) из Каменец-Подольской и Киевской областей, а в начале 1950-х годов последовала вторая волна переселенцев из различных областей Украины.
Указом Президиума Верховного Совета РСФСР от 21 августа 1945 года Ново-Джанкой был переименован в Ново-Степное и Ново-Джанкойский сельсовет — в Ново-Степновский. С 25 июня 1946 года Новостепное в составе Крымской области РСФСР, а 26 апреля 1954 года Крымская область была передана из состава РСФСР в состав УССР. Время включения в Выселковскский (с 1963 года — Днепровский) сельсовет пока не выяснено: на 15 июня 1960 года село уже числилось в его составе. В 1978 году село Новостепное стало отделением совхоза-завода «Изумрудный», с 1982 года Новостепное вошло в подчинение Изумрудновского сельского совета. По данным переписи 1989 года в селе проживало 1654 человека. С 12 февраля 1991 года село в восстановленной Крымской АССР, 26 февраля 1992 года переименованной в Автономную Республику Крым. С 21 марта 2014 года в составе Крыма аннексировано Россией.

### Альт-Джанкой
Альт-Джанкой (также Мокшеевой О., с немецкого — Старый Джанкой) — согласно энциклопедическому словарю «Немцы России» — лютеранское село Тотанайской (Эйгенфельдской) волости, в 5 км к югу от Джанкоя. Основано в 1870 году на 2750 десятинах земли, население 138 человек в 1911 году и 141 в 1915. Возможно, включён в состав Новостепного — локализуется, примерно, на том же месте, но дальнейшая судьба поселения пока не установлена.